# Zêus Wantuil
Zêus Wantuil de Freitas (Rio de Janeiro, 6 de outubro de 1924 — 1 de setembro de 2011) foi um divulgador espírita brasileiro, pesquisador da história espírita e autor de três obras sobre o tema, e ainda colaborador da revista Reformador. É ainda considerado o maior biógrafo brasileiro de Allan Kardec.

## Biografia
Filho do ex-presidente da Federação Espírita Brasileira Antônio Wantuil de Freitas e de Zilfa Fernandes de Freitas, médium, travou desde cedo contato com a doutrina espírita por meio das sessões realizadas na sua casa, no bairro carioca de São Cristóvão.
Formou-se em Farmácia em 1945 e, no ano seguinte, integra uma embaixada de jovens intelectuais brasileiros no Uruguai e Argentina. Integrou a diretoria, como técnico farmacêutico, do "Laboratórios Wantuil".
Em 1940 já se interessou pela história do espiritismo no Brasil e no mundo, iniciando as pesquisas que o credenciaram para, já em 1947 e bastante jovem ainda, integrar o “Grupo Ismael” – órgão dirigente da FEB, à qual se filiara no ano anterior.
Trabalhava na Federação como simples auxiliar e somente em 1975 aceitou ocupar um cargo na diretoria, o de 3º Secretário, onde ficou até 1979; do ano seguinte até 2005 tornou-se assessor da presidência. 
Durante esses anos de serviço integral à causa espírita Wantuil publicou diversos artigos na revista Reformador, e três obras fundamentais para a história do Espiritismo.
Seu velório ocorreu no Cemitério do Caju, onde foi sepultado.

## Críticas e referências ao autor
Seu trabalho como biógrafo de espíritas do Brasil, publicada originalmente em 1969 e tratando apenas daqueles que àquela época já eram falecidos, é criticado em estudo acadêmico de Marco Aurélio Gomes de Oliveira, apontando como falhas o fato de não citar as fontes que muitas vezes utilizou; em ao menos um caso errou na data de fundação de uma editora; assinala ainda o fato de realizar biografias de "grandes homens" e, por isso, não registrar seus feitos "menores" ou por minimizar seus defeitos; a despeito dessas críticas, Zêus Wantuil é citado como fonte em diversas passagens neste estudo de mestrado.
Já sua obra sobre as mesas girantes mereceu críticas da visão católica sobre os demônios, que o espiritismo nega existirem, bem como em relação aos dogmas, no livro do padre Quevedo, "Os mortos interferem no mundo?" 
O trabalho de Wantuil é citado como fonte em estudos acadêmicos como o de Paulo César da Conceição Fernandes, onde o pesquisador revela ainda o trabalho de Wantuil como comentador da obra de P. G. Leymarie, Processo dos Espíritas, Bernardo Lewgoy, Anderson C. F. Brettas - onde é citado como "o principal biógrafo brasileiro de Allan Kardec" ou "o mais importante biógrafo" do fundador do espiritismo no país,, Daniel Simões do Valle entre outros, como o Dicionário mulheres do Brasil em que duas de suas biografias servem de base ali.